# Championnats d'Europe de natation en petit bassin 2017
Navigation
Édition 2015 Édition 2019
La 23e édition des Championnats d'Europe de natation en petit bassin s'est déroulée du 13 au 17 décembre 2017 à Copenhague au Danemark.

## Podiums

### Hommes
| Épreuves            | Or                                                                                           | Argent                                                                        | Bronze                                                                                 |
| ------------------- | -------------------------------------------------------------------------------------------- | ----------------------------------------------------------------------------- | -------------------------------------------------------------------------------------- |
| Nage libre          |                                                                                              |                                                                               |                                                                                        |
| 50 m                | Vladimir Morozov Russie 20 s 31 CR                                                           | Benjamin Proud Royaume-Uni 20 s 66                                            | Luca Dotto Italie 20 s 78                                                              |
| 100 m               | Luca Dotto Italie 46 s 11                                                                    | Pieter Timmers Belgique                                                       | Duncan Scott Royaume-Uni                                                               |
| 200 m               | Danas Rapšys Lituanie 1 min 40 s 85                                                          | Aleksandr Krasnykh Russie 1 min 42 s 22                                       | Duncan Scott Royaume-Uni 1 min 43 s 07                                                 |
| 400 m               | Aleksandr Krasnykh Russie 3 min 35 s 51                                                      | Péter Bernek Hongrie 3 min 37 s 14                                            | Henrik Christiansen Norvège 3 min 38 s 63                                              |
| 1 500 m             | Mykhaylo Romanchuk Ukraine 14 min 14 s 59                                                    | Gregorio Paltrinieri Italie 14 min 22 s 93                                    | Henrik Christiansen Norvège 14 min 25 s 66                                             |
| Papillon            |                                                                                              |                                                                               |                                                                                        |
| 50 m                | Aleksandr Popkov Russie 22 s 42                                                              | Andriy Hovorov Ukraine 22 s 43                                                | Sebastian Sabo Serbie Benjamin Proud Royaume-Uni 22 s 44                               |
| 100 m               | Matteo Rivolta Italie 49 s 93                                                                | Piero Codia Italie 49 s 96                                                    | Marius Kusch Allemagne 50 s 01                                                         |
| 200 m               | Aleksandr Kharlanov Russie                                                                   | Andreas Vazaios Grèce                                                         | Tamás Kenderesi Hongrie                                                                |
| Dos                 |                                                                                              |                                                                               |                                                                                        |
| 50 m                | Simone Sabbioni Italie 23 s 05                                                               | Kliment Kolesnikov Russie 23 s 07 (WJ)                                        | Jérémy Stravius France 23 s 12                                                         |
| 100 m               | Kliment Kolesnikov Russie 48 s 99                                                            | Simone Sabbioni Italie 49 s 68                                                | Robert Glință Roumanie 49 s 99                                                         |
| 200 m               | Kliment Kolesnikov Russie 1 min 48 s 02 (CR)                                                 | Radosław Kawęcki Pologne 1 min 48 s 46                                        | Danas Rapšys Lituanie 1 min 49 s 06                                                    |
| Brasse              |                                                                                              |                                                                               |                                                                                        |
| 50 m                | Fabio Scozzoli Italie 25 s 62 (ER,CR)                                                        | Kirill Prigoda Russie 25 s 68                                                 | Adam Peaty Royaume-Uni 25 s 70                                                         |
| 100 m               | Adam Peaty Royaume-Uni 55 s 94 (ER,CR)                                                       | Fabio Scozzoli Italie 56 s 15                                                 | Kirill Prigoda Russie 56 s 28                                                          |
| 200 m               | Kirill Prigoda Russie 2 min 1 s 11                                                           | Marco Koch Allemagne 2 min 1 s 52                                             | Mikhail Dorinov Russie 2 min 2 s 85                                                    |
| 4 nages             |                                                                                              |                                                                               |                                                                                        |
| 100 m               | Marco Orsi Italie 51 s 76 (NR)                                                               | Sergey Fesikov Russie 51 s 94                                                 | Kyle Stolk Pays-Bas 51 s 99                                                            |
| 200 m               | Philip Heintz Allemagne 1 min 52 s 41                                                        | Andreas Vazaios Grèce 1 min 53 s 27                                           | Tomoe Zenimoto Hvas Norvège 1 min 54 s 16                                              |
| 400 m               | Péter Bernek Hongrie 3 min 59 s 47                                                           | Philip Heintz Allemagne 4 min 3 s 16                                          | Gergely Gyurta Hongrie 4 min 3 s 36                                                    |
| Relais              |                                                                                              |                                                                               |                                                                                        |
| 4 × 50 m nage libre | Russie Kliment Kolesnikov Vladimir Morozov Sergey Fesikov Mikhail Vekovishchev 1 min 23 s 23 | Italie Luca Dotto Lorenzo Zazzeri Alessandro Miressi Marco Orsi 1 min 23 s 67 | Pologne Paweł Juraszek Filip Wypych Jakub Ksiazek Konrad Czerniak 1 min 24 s 44        |
| 4 × 50 m 4 nages    | Russie Kliment Kolesnikov Kirill Prigoda Aleksandr Popkov Vladimir Morozov 1 min 30 s 44     | Italie Simone Sabbioni Fabio Scozzoli Piero Codia Luca Dotto 1 min 31 s 91    | Biélorussie Pavel Sankovich Ilya Shymanovich Yauhen Tsurkin Anton Latkin 1 min 32 s 06 |

### Femmes
| Épreuves            | Or                                                                                              | Argent                                                                                        | Bronze                                                                              |
| ------------------- | ----------------------------------------------------------------------------------------------- | --------------------------------------------------------------------------------------------- | ----------------------------------------------------------------------------------- |
| Nage libre          |                                                                                                 |                                                                                               |                                                                                     |
| 50 m                | Sarah Sjöström Suède 23 s 30                                                                    | Ranomi Kromowidjojo Pays-Bas 23 s 31                                                          | Pernille Blume Danemark 23 s 49                                                     |
| 100 m               | Ranomi Kromowidjojo Pays-Bas 50 s 95 CR                                                         | Sarah Sjöström Suède 51 s 03                                                                  | Pernille Blume Danemark 51 s 63                                                     |
| 200 m               | Charlotte Bonnet France 1 min 52 s 19                                                           | Femke Heemskerk Pays-Bas 1 min 53 s 41                                                        | Veronika Popova Russie 1 min 53 s 75                                                |
| 400 m               | Boglárka Kapás Hongrie 3 min 58 s 15                                                            | Sarah Köhler Allemagne 3 min 59 s 12                                                          | Julia Hassler Liechtenstein 4 min 2 s 43                                            |
| 800 m               | Sarah Köhler Allemagne 8 min 10 s 65                                                            | Boglárka Kapás Hongrie 8 min 11 s 13                                                          | Simona Quadarella Italie 8 min 16 s 53                                              |
| Papillon            |                                                                                                 |                                                                                               |                                                                                     |
| 50 m                | Ranomi Kromowidjojo Pays-Bas 24 s 78                                                            | Emilie Beckmann Danemark 25 s 16                                                              | Maaike de Waard Pays-Bas 25 s 46                                                    |
| 100 m               | Sarah Sjöström Suède 55 s 00                                                                    | Marie Wattel France 55 s 97                                                                   | Emilie Beckmann Danemark 56 s 22                                                    |
| 200 m               | Franziska Hentke Allemagne 2 min 3 s 92                                                         | Ilaria Bianchi Italie 2 min 4 s 22                                                            | Lara Grangeon France 2 min 4 s 31                                                   |
| Dos                 |                                                                                                 |                                                                                               |                                                                                     |
| 50 m                | Katinka Hosszú Hongrie 25 s 95                                                                  | Alicja Tchórz Pologne 26 s 09                                                                 | Maaike de Waard Pays-Bas 26 s 40                                                    |
| 100 m               | Katinka Hosszú Hongrie 55 s 66                                                                  | Kira Toussaint Pays-Bas 56 s 21                                                               | Maria Kameneva Russie 57 s 01                                                       |
| 200 m               | Katinka Hosszú Hongrie 2 min 1 s 59                                                             | Daryna Zevina Ukraine 2 min 2 s 27                                                            | Margherita Panziera Italie 2 min 2 s 43                                             |
| Brasse              |                                                                                                 |                                                                                               |                                                                                     |
| 50 m                | Rūta Meilutytė Lituanie 29 s 36                                                                 | Jenna Laukkanen Finlande 29 s 54                                                              | Sophie Hansson Suède 29 s 77                                                        |
| 100 m               | Rūta Meilutytė Lituanie 1 min 3 s 79                                                            | Jenna Laukkanen Finlande 1 min 4 s 25                                                         | Jessica Vall Espagne 1 min 4 s 80                                                   |
| 200 m               | Jessica Vall Espagne 2 min 18 s 41                                                              | Rikke Møller Pedersen Danemark 2 min 19 s 53                                                  | Fanny Lecluyse Belgique 2 min 19 s 86                                               |
| 4 nages             |                                                                                                 |                                                                                               |                                                                                     |
| 100 m               | Katinka Hosszú Hongrie 56 s 97                                                                  | Sarah Sjöström Suède 57 s 92                                                                  | Susann Bjørnsen Norvège 59 s 26                                                     |
| 200 m               | Katinka Hosszú Hongrie 2 min 4 s 43                                                             | Evelyn Verrasztó Hongrie 2 min 8 s 09                                                         | Ilaria Cusinato Italie 2 min 8 s 19                                                 |
| 400 m               | Katinka Hosszú Hongrie 4 min 24 s 78                                                            | Lara Grangeon France 4 min 28 s 77                                                            | Fantine Lesaffre France 4 min 30 s 68                                               |
| Relais              |                                                                                                 |                                                                                               |                                                                                     |
| 4 × 50 m nage libre | Pays-Bas Ranomi Kromowidjojo Femke Heemskerk Tamara van Vliet Valerie van Roon 1 min 33 s 91 WR | Suède Michelle Coleman Sarah Sjöström Louise Hansson Nathalie Lindborg 1 min 35 s 92          | Danemark Emilie Beckmann Mie Nielsen Julie Kepp Jensen Pernille Blume 1 min 36 s 02 |
| 4 × 50 m 4 nages    | Suède Hanna Rosvall Sophie Hansson Sarah Sjöström Michelle Coleman 1 min 44 s 43                | Danemark Julie Kepp Jensen Rikke Møller Pedersen Emilie Beckmann Pernille Blume 1 min 45 s 00 | France Mathilde Cini Charlotte Bonnet Mélanie Henique Marie Wattel 1 min 45 s 35    |

### Mixte
| Épreuves            | Or                                                                                           | Argent                                                                                         | Bronze                                                                              |
| ------------------- | -------------------------------------------------------------------------------------------- | ---------------------------------------------------------------------------------------------- | ----------------------------------------------------------------------------------- |
| Relais              |                                                                                              |                                                                                                |                                                                                     |
| 4 × 50 m nage libre | Pays-Bas Nyls Korstanje Kyle Stolk Ranomi Kromowidjojo Femke Heemskerk 1 min 28 s 39 (WR)    | Russie Vladimir Morozov Sergey Fesikov Maria Kameneva Rozaliya Nasretdinova 1 min 28 s 53      | Italie Luca Dotto Marco Orsi Federica Pellegrini Erika Ferraioli 1 min 29 s 38      |
| 4 × 50 m 4 nages    | Pays-Bas Kira Toussaint Arno Kamminga Joeri Verlinden Ranomi Kromowidjojo 1 min 37 s 71 (CR) | Biélorussie Pavel Sankovich Ilya Shymanovich Anastasiya Shkurdai Yuliya Khitraya 1 min 37 s 74 | France Jérémy Stravius Théo Bussière Mélanie Henique Charlotte Bonnet 1 min 37 s 75 |

## Tableau des médailles
| Rang  | Nation        | Or | Argent | Bronze | Total |
| ----- | ------------- | -- | ------ | ------ | ----- |
| 1     | Russie        | 9  | 5      | 4      | 18    |
| 2     | Hongrie       | 8  | 3      | 2      | 13    |
| 3     | Italie        | 5  | 7      | 5      | 17    |
| 4     | Pays-Bas      | 5  | 3      | 3      | 11    |
| 5     | Suède         | 3  | 3      | 1      | 7     |
| 5     | Allemagne     | 3  | 3      | 1      | 7     |
| 7     | Lituanie      | 3  | 0      | 1      | 4     |
| 8     | France        | 1  | 2      | 5      | 8     |
| 9     | Ukraine       | 1  | 2      | 0      | 3     |
| 10    | Royaume-Uni   | 1  | 1      | 4      | 6     |
| 11    | Espagne       | 1  | 0      | 1      | 2     |
| 12    | Danemark      | 0  | 3      | 4      | 7     |
| 13    | Pologne       | 0  | 2      | 1      | 3     |
| 14    | Finlande      | 0  | 2      | 0      | 2     |
| 14    | Grèce         | 0  | 2      | 0      | 2     |
| 16    | Belgique      | 0  | 1      | 1      | 2     |
| 16    | Biélorussie   | 0  | 1      | 1      | 2     |
| 18    | Norvège       | 0  | 0      | 4      | 4     |
| 19    | Roumanie      | 0  | 0      | 1      | 1     |
| 19    | Liechtenstein | 0  | 0      | 1      | 1     |
| 19    | Serbie        | 0  | 0      | 1      | 1     |
| Total | Total         | 40 | 40     | 41     | 121   |